# فلور ایران
 فلور ایران مجموعه کتاب‌هایی است که به توصیف گیاگان ایران می‌پردازد.

## جوایز
- فلور ایران: تیره پروانه‌آسا (Fabaceae) جنس گون III (Astragalus III) کتابی به نویسندگی علی‌اصغر رمک‌معصومی به‌عنوان یکی از برگزیدگان سی و هفتمین دوره کتاب سال ایران انتخاب شد.[۱]
- فلور ایران، شماره۷۶: تیره نعنا(Lamiaceae) کتابی از زیبا جم زاد است که در سال ۱۳۹۱ منتشر و در مراسم کتاب سال جمهوری اسلامی ایران به‌عنوان کتاب برگزیده معرفی شد.[۲]